# Budućnost Podgorica
Budućnost Podgorica es una sociedad deportiva de Podgorica, Montenegro. Entre sus clubes más exitosos están:
- FK Budućnost Podgorica - Budućnost club de fútbol
- KK Budućnost Podgorica - Budućnost club de baloncesto
- ŽRK Buducnost - Budućnost club de balonmano
- OK Budućnost Podgorica - Budućnost club de voleibol
- ŽRK Budućnost T-Mobile - Budućnost equipo femenino de balonmano

- Datos: Q1001573